# سوندرا لوك
سوندرا لوك (بالإنجليزية: Sondra Locke) ، من مواليد 27 مايو 1944م  ، وقيل أنها ولدت عام 1947م  ، وهي مغنية وممثلة ومخرجة أفلام أمريكية، رشحت لجائزة الأوسكار عام 1968م، وشاركت بعدة أفلام، ومنها فيلم المجرم جوسي ويلز.